# Montouto (Abadín)
Montouto (llamada oficialmente Santa María de Montouto) es una parroquia española del municipio de Abadín, en la provincia de Lugo, Galicia.

## Localización
Se ubica en plena sierra del Gistral, en el nacimiento del río Eume, entre los municipios de Villalba, Muras y Valle de Oro; y atravesada por la carretera local DP-0104. Su capital es Arca.

## Organización territorial
La parroquia está formada por trece entidades de población, constando diez de ellas en el nomenclátor del Instituto Nacional de Estadística español:
- A Cabana Pallaza
- A Valiña
- Alaxe (A Laxe)
- Arca (A Arca)
- Carboeiro (O Carboeiro)
- Leiras (As Leiras). Dividido en:
  - As Leiras de Arriba
  - As Leiras de Abaixo
- Ponte (A Ponte)
- Regocavado (O Rego Cavado)
- Salgueiro (O Salgueiro)
- Serra (A Serra)
- Vacariza (A Vacariza)
- Veiga (A Veiga)

## Demografía
| Gráfica de evolución demográfica de Montouto entre 2000 y 2019 |
|                                                                |
| Datos según el nomenclátor publicado por el INE.               |

## Naturaleza
Predomina especialmente prados y campos verdes, con algún bosque en el valle del Eume; pero predomina más prados y monte bajo en las zonas montañosas.
Es una de las entradas a la sierra del Gistral, donde se encuentra varios montes como Fonte da Mesa (900 m), Costa de Currás (782), y el más destacable, el Lombo Pequeño (1027) que es el punto culminante del concejo. Aparte, se encuentran otros montes como Coto Redondo o Salgueiriños.
En sus términos, se ubica el parque eólico de Montouto, que es la que administra electricidad a Abadín.
El río Eume nace al norte de la parroquia, bajo el monte de Salgueiriños.